# 拉斯泰德
拉斯泰德（德語：Rastede，發音：[ʁaˈsteːdə, -ˈʃteː-]）是德国下萨克森州阿默兰县的市镇，面积123.6平方千米，2023年12月31日人口为23,247人。